# Nacionalni park Alejandro de Humboldt
Nacionalni park Alejandro de Humboldt (španjolski: Parque Nacional Alejandro de Humboldt) je nacionalni park koji pokriva većinu gorja Saqua-Baracpa u kubanskim pokrajinama Holguín i Guantánamo. 
Park, površine 711,38 km² (od čega 685,72 km² kopnenog i 22,63 km² pomorskog dijela), je začet još 1960-ih kada su stvoreni rezervati prirode Jaguani i Cupeyal del Norte i park prirode Ojito del Agua, koji su se 1996. godine spojili s rezervatom biosfere Cuchillas del Toa u jedno od najvažnijih rezervata biosfere u Americi. Park je nazvan po njemačkom znanstveniku Alexanderu von Humboldtu koji je posjetio otok 1800. – 01. godine. God. 2001., NP Alejandro von Humboldt je upisan na UNESCO-ov popis mjesta svjetske baštine u Sjevernoj Americi zbog bogatstva endemske flore i faune, koji proizilaze iz velikih razlika u nadmorskim visinama (od obala zaljeva Aguas Verdes do 1.168 m visokog vrha El Todo), te jedinstvene i kompleksne litologije i raznovrsnosti tla. Također, mnoge stijene na tlu parka su otrovne za biljke, pa su se mnoge vrste prilagodile kako bi preživjele u ovim negostoljubivim uvjetima. Jedinstveni evolucijski procesi su doveli do stvaranja mnogih novih vrsta biljaka i životinja koje su danas endemične.
Rijeke koje protječu kroz park (Toa-Jaguani, Duaba, Jiguani, Nibujon i Moa) su neke od najvećih na Karibima, a tropska kišna šuma parka je jedno od najvlažnijih mjesta na Kubi, što ima za uzrok veliku bioraznolikost živog svijeta. Naime, 16 od 28 kubanskih endemskih biljaka, kao što su reliktne Dracaena cubensis i Podocarpus ekman, rastu u parku; dok se od životinja mogu pronaći mnoge vrste endemskih ptica (njih 21% su endemi): kolibrića,  papiga, trogona; te guštera, vodozemaca (95,8% su enedemi), puževa, insekata (27,7%). Park je također i posljednje utočište kraljevskog djetlića (Campephilus principalis bairdii) koji je izumruo u ostalim dijelovima Sjeverne Amerike koje je nastanjivao, ali i drugih endemskih vrsta ptica kao što su: kubanski trogon (Priotelus temnurus, nacionalna ptica Kube), sokol Accipiter gundlachi i zeleni djetlić (Xiphidiopicus percussus). 83,3% sisavaca su endemi, kao što su mnoge vrste hutija, te ugroženi kubanski solenodon (Solenodon cubanus), jedan od najmanjih sisavaca na svijetu. 
U pomorskom rezervatu biosfere Cuchillas del Toa („Grebenje Toe”), koji okružuje park i predstavlja njegovu tampon-zonu, nalazi se potok Infierno s 300 m visokim slapom, te velika špilja Moa (Gran Caverna de Moa) i zaljev Taco.
- Kubanski trogon
- Kubanski zeleni djetlić
- Accipiter gundlachi
- Anolis barbatus

## Vanjske poveznice
- galerija fotografija  Arhivirana inačica izvorne stranice od 2. srpnja 2012. (Wayback Machine) na službenim stranicama UNESCO-a (engl.)